# Klaus Dethloff (Philosoph)
Klaus Dethloff (* 24. April 1938 in Langenbielau, Niederschlesien; † 15. März 2017 in Österreich) war ein deutsch-österreichischer Philosoph und Hochschullehrer.

## Leben
Dethloffs Vater war Chemiker.
Seine frühe Kindheit verbrachte Dethloff in Langenbielau.
In Langenbielau gab es NS-Zwangsarbeitslager für Juden für Männer und Frauen.
Dethloff erlebte in seiner frühesten Kindheit wie seine Mutter den Lagerinsassen heimlich Butterbrote zusteckte.
Diese persönliche Anschauung der Schoah beeindruckte ihn sehr stark und nahm Einfluss auf seine gesamte berufliche Entwicklung.
1945 flohen seine Eltern mit Dethloff vor den Russen nach Bayern.
Ein Jahr später fand sein Vater eine Anstellung in Bocholt in Nordrhein-Westfalen.
Dort besuchte Dethloff den humanistischen Zweig des St.-Georg-Gymnasium Bocholt.
1952 fand Dethloffs Vater Arbeit bei den Farbwerken Hoechst in Frankfurt am Main.
Daraufhin wechselte Dethloff an das humanistische Lessing-Gymnasium in Frankfurt, wo er das Abitur machte.
Dann studierte er an der Johann Wolfgang Goethe-Universität Frankfurt am Main mit großem Erfolg  bis zur Naturwissenschaftlichen Vorprüfung Medizin und wollte Chirurg werden.
Unter dem Eindruck seiner frühkindlichen Erlebnisse in Langenbielau brach Dethloff sein Medizinstudium jedoch ab und wechselte zu den Fächern Klassische Philologie, Geschichte der Naturwissenschaften und Philosophie.
Sein besonderes Interesse galt der Judaistik.
Er besuchte Vorlesungen und Seminare bei Theodor W. Adorno und Max Horkheimer.
Über Adorno wurde er auf Kurt Schubert aufmerksam, der in Wien ein Institut für Judaistik gegründet hatte.
Adorno wollte solch ein Institut auch in Frankfurt aufbauen und fuhr zusammen mit Dethloff öfters nach Wien zu Schubert.
1963 ging Dethloff schließlich nach Wien und begann dort Judaistik, Altsemitische Philologie, Arabistik, Akkadistik und Philosophie zu studieren.
Sein Anliegen war es, jüdische Denktraditionen zu pflegen und zu entwickeln als Zeichen des Widerstandes gegen den Faschismus.
Zusammen mit Kurt Rudolf Fischer betrieb er die Öffnung des Instituts für Ludwig Wittgenstein, den Wiener Kreis und die Analytische Philosophie.
Er begründete zusammen mit anderen die Kurt-Gödel-Gesellschaft und hielt ein Seminar über die Arbeit Über Sinn und Bedeutung von Gottlob Frege.
Dethloff lernte Ivrit.
Er begab sich nach Jerusalem und hörte Gershom Scholems Vorlesungen über die Kabbala.
Zunächst hatte er vor, als Dissertation einen Text aus der Kabbala neu zu edieren und zu kommentieren.
Er konnte aber Schubert für dieses Vorhaben nicht gewinnen, da dieser sich nicht in der Lage fühlte, auf diesem Gebiet kompetent zu urteilen.
1976 promovierte Dethloff mit einer Arbeit zum Thema Einige logisch-philologische Probleme im More Nebuchim.
Seit 1976 war er Dozent am Institut für Philosophie der Universität Wien.
Außerdem war er Gastprofessor am Institute for Hebrew and Jewish History der Babeș-Bolyai-Universität Cluj.
Sein Interesse für die tschechische Philosophie führte ihn an die Slowakische Philosophische Fakultät in Bratislava, mit der er eng zusammen arbeitete.
Er reiste nach Prag und recherchierte in den dortigen Archiven zu den Arbeiten von Tomáš Garrigue Masaryk, Jan Patočka, Emanuel Rádl und Václav Havel.
Die hier vorbereitete Vorlesungsreihe konnte Dethloff aus gesundheitlichen Gründen nicht mehr halten.
Dethloff starb am 15. März 2017 und wurde am 24. März 2017 in Stein an der Donau beerdigt.

## Vorlesungen
Dethloff hielt in den Jahren 1994 bis 2015 an der Universität Wien Vorlesungen zu den folgenden Themen:
- Lebenswelt und Revolution – Von Edmund Husserl und Jan Patočka zu Václav Havel
- Urteilskraft und Praxis
- Recht und Moral – Konzepte des Bösen von Kant bis 9/11
- Philosophie des 20. Jahrhunderts: Von Husserl und Heidegger zu Levinas und Derrida
- Geschichte der Philosophie (Mittelalter und frühe Neuzeit) – Hauptthemen im Kontext von Judentum, Christentum und Islam
- Ideengeschichte der Philosophie
- Sprachphilosophie – Probleme der sprachlichen Bedeutung
- Hauptprobleme der Sprachphilosophie – Theorien der Metapher
- Jüdische Philosophie im 20. Jahrhundert und jetzt – Autonomie-, Authentizitäts- und Identitätsdiskurse
- Jüdische Philosophie von Spinoza bis zur Postmoderne
- Hauptprobleme der jüdischen Philosophie:
  - Philosophie, Zionismus, Antizionismus
  - Metamorphosen des Messianismus
  - Holocaust und Philosophie
  - Juden, Judentum und deutsche Philosophie
  - Mittelalter
  - Die Aufklärung
  - Hannah Arendt in Jerusalem
  - Martin Buber
  - Heinrich Heine. Philosophie an den Abgründen der Moderne
  - Spinoza
  - Mendelssohn als Philosoph des Judentums
  - Maimonides
- Gottlob Frege: Über Sinn und Bedeutung
- Heinrich Heine. Philosophie, Religion, Revolution
- Das Böse – Kant und Hannah Arendt, Schelling und Heidegger
- Avishai Margalit: "Politik der Würde"
- Hauptprobleme der Philosophie Spinozas, Spinoza: Ethik, Affektenlehre
- Plotin
- Platon: Timaios
- Thomas Nagel: Die Möglichkeit des Altruismus
- Maimonides und Thomas von Aquin
- Thomas von Aquin, Kommentar zum Lambda der Aristotelischen Metaphysik
- Thukydides politische Philosophie
- Aristoteles, Über die Freundschaft, Nikomachische Ethik, Analytica priora, Metaphysik, Politische Ethik
- Einführung in die Logik – Aussagen- und Prädikatenlogik
- Logik für Fortgeschrittene: Modallogik
- Philosophie der Logik[4]

## Veröffentlichungen (Auswahl)
- Prädikatenlogik der ersten Stufe mit Identität, Skript zur Vorlesung von Klaus Dethloff, erstellt von Christian Gottschall, 4. Auflage 2018 (online als pdf)
- Bemerkungen zu nationaler, mitteleuropäischer und europäischer Identität, 2010
- Maimonides, Shlomo Maimon and Sigmund Freud on Metaphor and Dreaming, 2009
- Wie es Franz Brentano nicht vermochte, Hugo Bergmann zu bekehren, 2007
- Humane Existenz: Reflexionen zur Ethik in einer pluralistischen Gesellschaft, Klaus Dethloff (Herausgeber), Charlotte Natmessnig (Herausgeber), Robert Staubmann (Herausgeber), Anja Weiberg (Herausgeber), Parerga, 2007, ISBN 978-3-937262-69-7
- Die Grenze des Menschen ist göttlich: Beiträge zur Religionsphilosophie, Schriften der Österreichischen Gesellschaft für Religionsphilosophie, Klaus Dethloff (Herausgeber), Ludwig Nagl (Herausgeber), Friedrich Wolfram (Herausgeber), Parerga, 2006, ISBN 978-3-937262-49-9
- Orte der Religion im philosophischen Diskurs der Gegenwart, Schriften der Österreichischen Gesellschaft für Religionsphilosophie, Klaus Dethloff (Herausgeber), Rudolf Langthaler (Herausgeber), Friedrich Wolfram (Herausgeber), Herta Nagl-Docekal (Herausgeber), Parerga, 2004, ISBN 978-3-937262-05-5
- Herzl und Frankreich, 2004
- Religion, Moderne, Postmoderne: Philosophisch-theologische Erkundungen, Schriften der Österreichischen Gesellschaft für Religionsphilosophie, Parerga, 2002, Klaus Dethloff (Herausgeber), Ludwig Nagl (Herausgeber), Friedrich Wolfram (Herausgeber), ISBN 978-3-930450-72-5
- Elemente jüdischer Philosophie nach dem Holocaust, 2002
- Konservative Revolution und Philosophie in Österreich, 1993
- Aspekte der mitteleuropäischen Tradition, 1992
- Theodor Herzl oder Der Moses des Fin de siècle, Wien, Böhlau, 1986, ISBN 978-3-205-06710-8
- L'accueil fait à la psychanalyse dans la pensée dialogique de Ferdinand Ebner, 1985